# Thằn lằn đá ngươi tròn đuôi trắng
Thằn lằn đá ngươi tròn đuôi trắng (danh pháp: Cnemaspis caudanivea) là một loài thằn lằn trong họ Gekkonidae. Loài này được L. Lee Grismer và Ngô Văn Trí mô tả khoa học đầu tiên năm 2007. Chúng là loài đặc hữu tại Kiên Giang (Việt Nam).